# Högtryck (album av Erik Pekkari)
Högtryck är Erik Pekkaris debutalbum, utgivet på skivbolaget Drone Music 1992.

## Låtlista[1]
1. "I Wermland" - 2:25
2. "Polska efter A F Andersson" - 2:21
3. "Kiljobryggarns vals" - 2:05
4. "Den enradiga, polka" - 2:15
5. "Winbergs vals" - 1:37
6. "35-åringen, schottis" - 1:54
7. "Elfströms vals" - 2:42
8. "Görans Polka" - 1:40
9. "Hambopolkett" - 2:10
10. "Pater Katt" - 3:04
11. "Visa/Gamla minnen" - 3:18
12. "Ontihalsenvalsen" - 2:28
13. "Schottis efter Bror Strand" - 2:28
14. "Lasse i Svarvens Mazurka" - 1:39
15. "Romins polska" - 2:39
16. "Engelska från Tolg" - 1:30
17. "Bondbröllopsschottis" - 2:24
18. "Liten Karin, polska" - 2:21
19. "Polka efter Pelle Fors" - 1:34
20. "Brännvinspolska" - 2:25
21. "Polka e A F Andersson - 1:41
22. "Avskedsvalsen" - 2:06

## Medverkande musiker[1]
- Birgitta Lundin - cittra
- Erik Pekkari - durspel
- Olle Paulsson - gitarr
- Roger Tallroth - kontrabas

## Mottagande
Göteborgs-Posten gav skivan en positiv recensioner och skrev "Ännu ett bra exempel på unga svenska musiker som föredömligt för vårt folkmusikarv vidare".